# Nordic Black Theatre

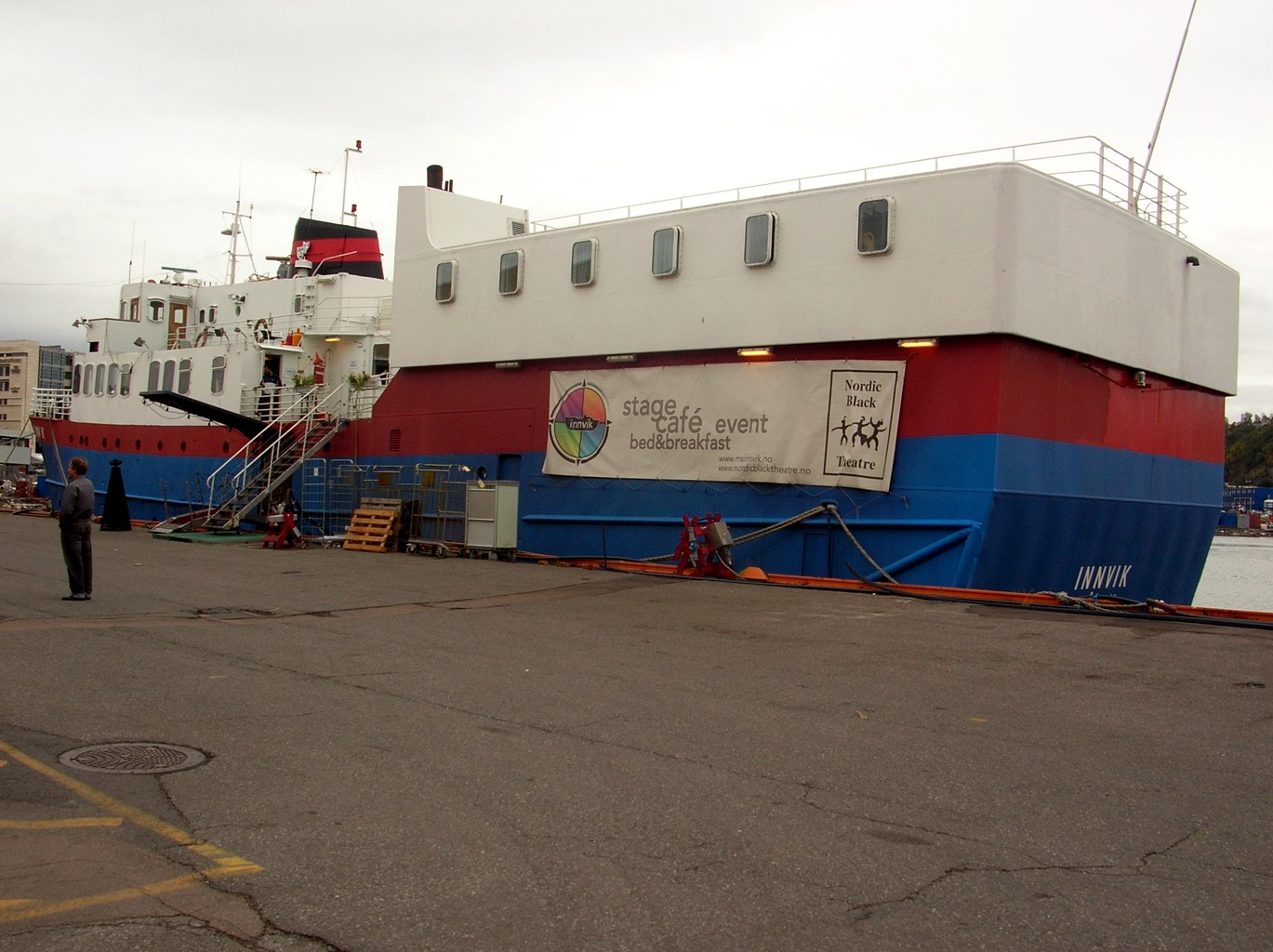
MS "Innvik" będący sceną Nordic Black Theatre

Nordic Black Theatre – nietypowy ośrodek kultury i niezależna scena teatralna ulokowana na statku "Innvik" przycumowanym do jednego z nabrzeży w stolicy Norwegii Oslo (Langakaia, Bjørvika). Jest również szkołą dramatu nastawioną specjalnie na młodych ludzi, emigrantów z krajów Trzeciego Świata. Często podejmuje się eksperymentalnych przedsięwzięć twórczych i korzysta z alternatywnych metod i form wyrazu artystycznego. Jego ideą jest poprawienie integracji społecznej i zasymilowanie środowisk emigranckich w Oslo oraz poprawienie samooceny wywodzącej się z nich młodzieży.
Teatr został założony w 1992 roku przez Cliffa Moustache'a, który nadal jest jego dyrektorem artystycznym. Początkowo jego działalność odbywała się na podobnych zasadach jak Park Theater w dzielnicy Grünerløkka. W 2002 roku teatr przejął MS Innvik i tam przeniósł swoją scenę. Finansowany jest ze środków Norsk Kulturfond. Jest jedynym kosmopolitycznym, multikulturowym teatrem w Norwegii.
Na MS "Innvik" funkcjonuje również hotelik w systemie "bed & breakfast", kawiarnia oraz scena dyskotekowa reggae.

## Spektakle

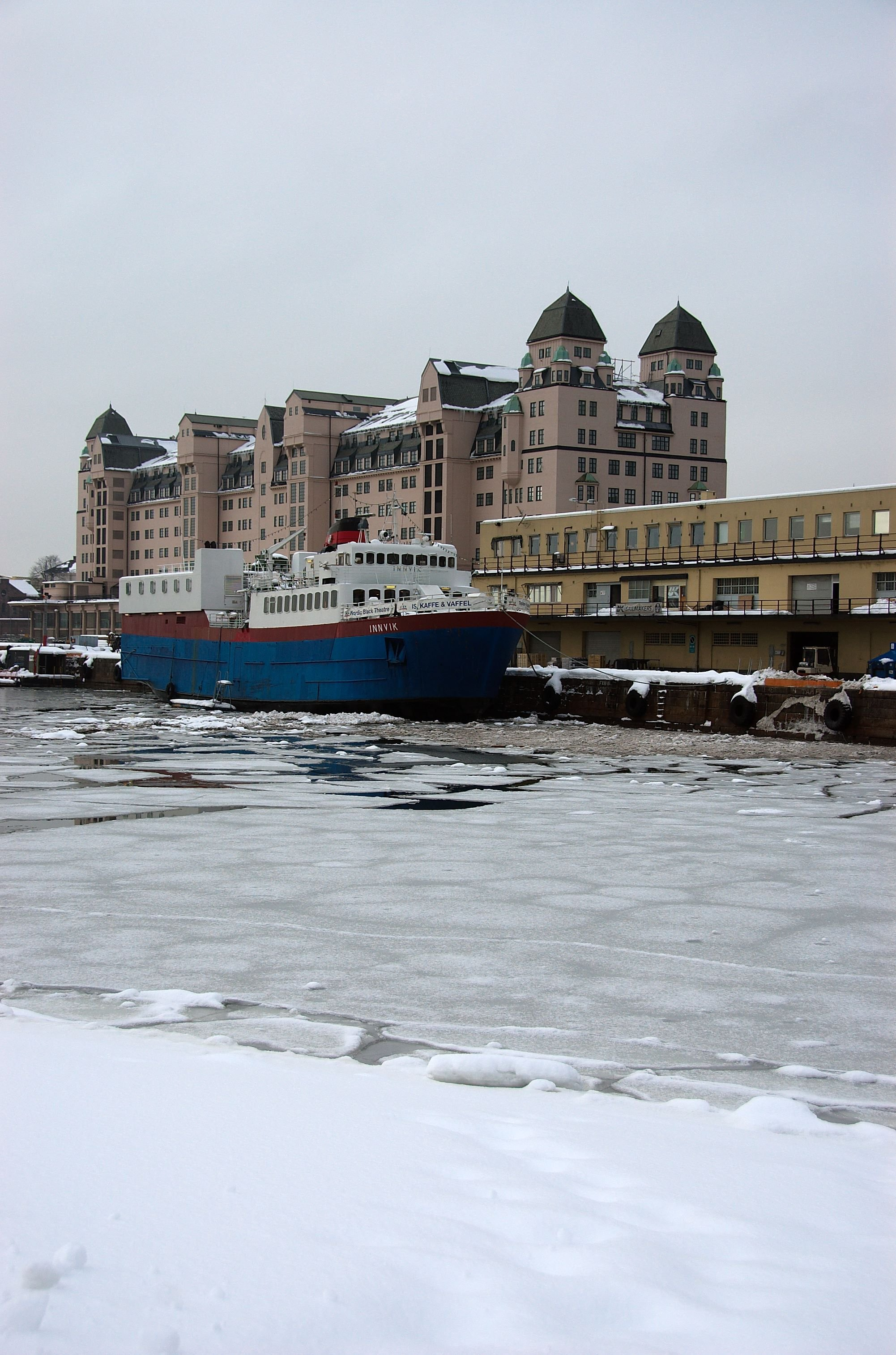
MS Invik na tle zabudowań portowych Oslo

Kilka ważniejszych przedsięwzięć Nordic Black Theatre:
- Heritage (Dziedzictwo) w październiku 2008
- Hvem var Eugene Ejike Obiora (Kim był Eugene Ejike Obiora) w marcu 2008
- Vi har en drøm (My mamy marzenia) w grudniu 2007
- Shakespeare in Rap (Szekspir w rap) w październiku 2007